# 古利德維肯

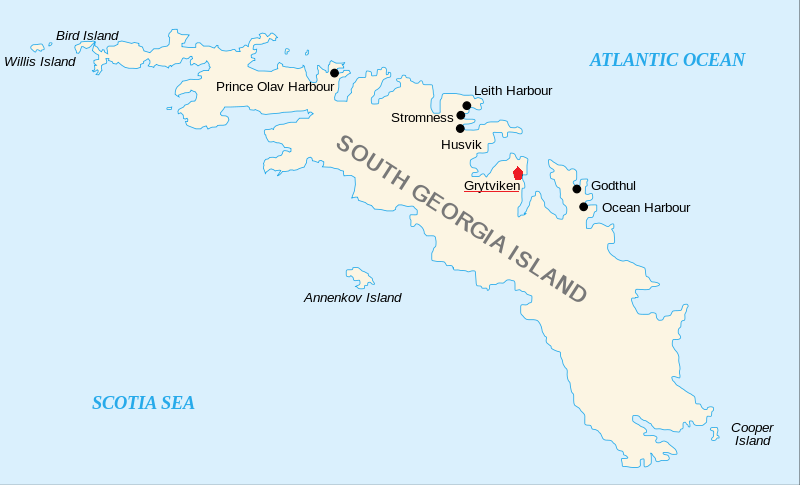
古利德維肯在南喬治亞島的位置

古利德維肯（英語：Grytviken）是位於南大西洋的英國海外領地南乔治亚和南桑威奇群岛的南喬治亞島上最大的停泊地點。

## 歷史
古利德維肯在1904年11月16日設立為採取鯨油的基地。出乎意料外順利地採取了195尾鯨魚的鯨油之後也開始採取象海豹，最盛的時期島上有300名的男性工作，之後60年之間因為漸漸無法捕到鯨魚因此開始撤退。在1982年4月上旬發生福克蘭戰爭時該島被阿根廷軍給佔領，3個禮拜後被英國軍隊奪回。
古利德維肯當地設有古利德維肯捕鯨博物館（由該島的兩名居民管理）和教會（1999年時真的舉辦過結婚典禮）以及冒險家歐內斯特·沙克爾頓的墳墓。當地在拜訪南極大陸的觀光船行程中是個熱門的景點，大多數的觀光客都會去參觀沙克爾頓的墳墓。

## 相片集

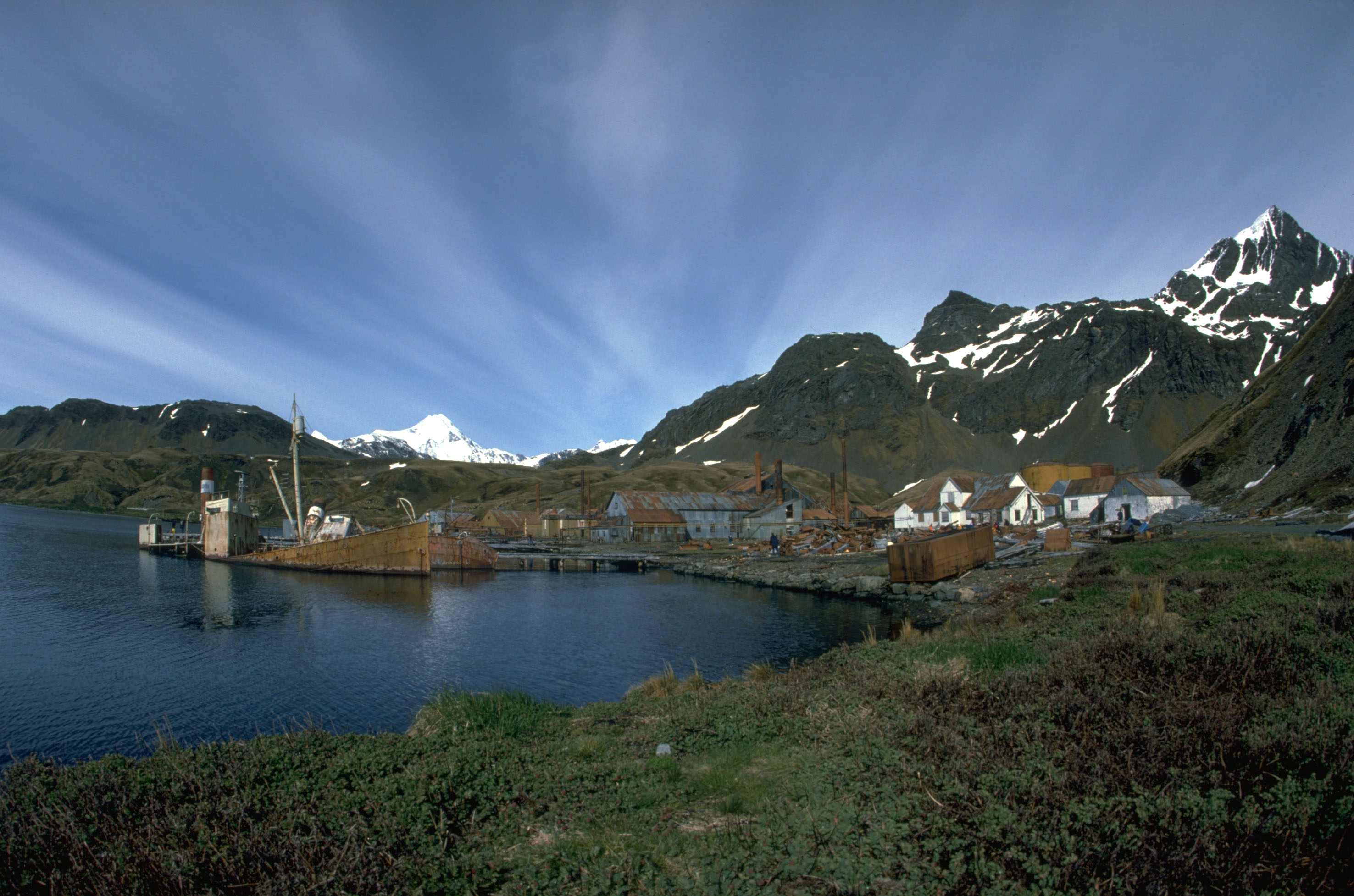
1989年拍攝的捕鯨站
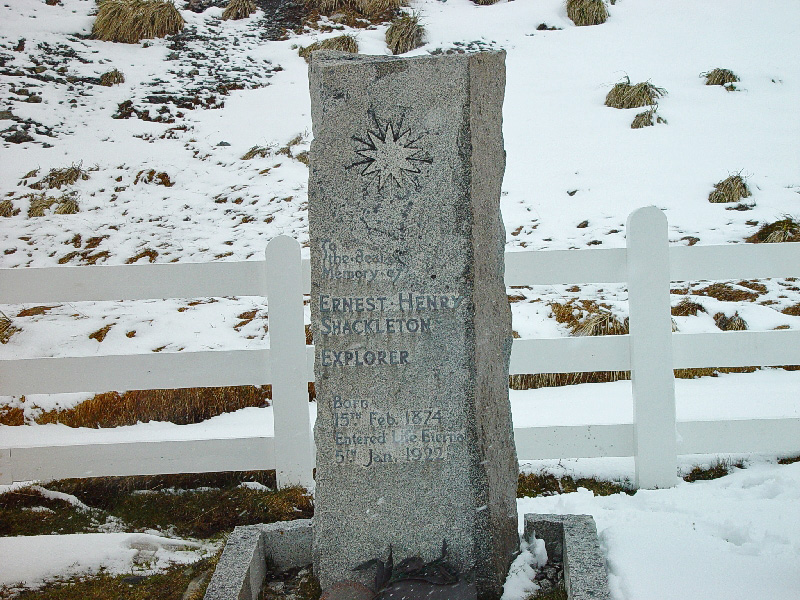
沙克爾頓之墓
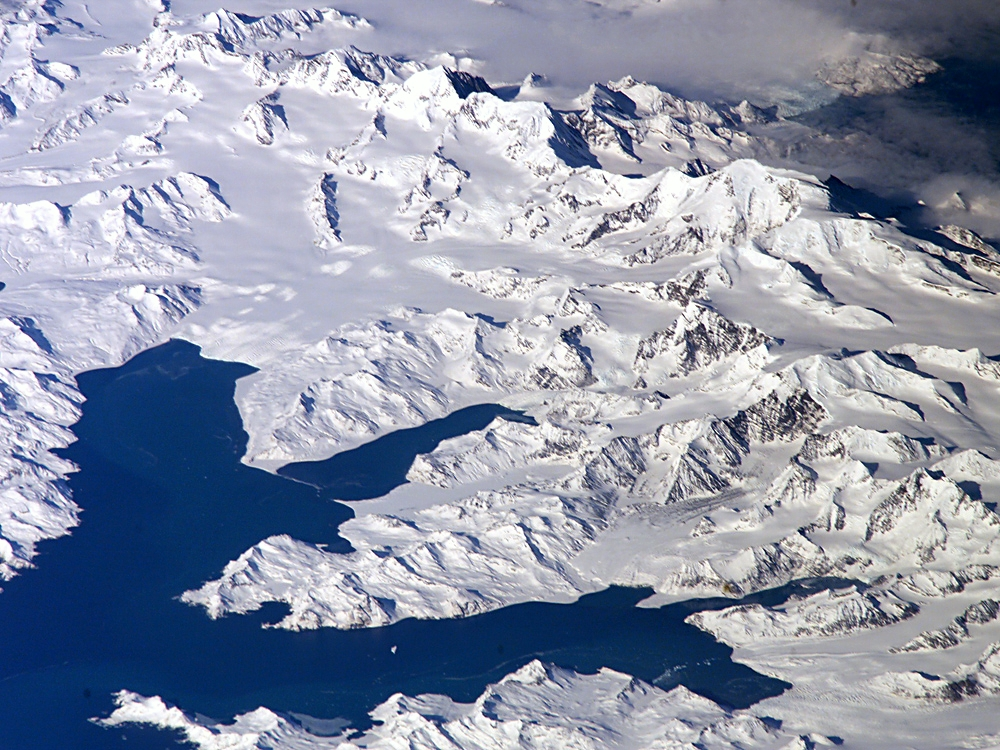
Cumberland海灣和柴契爾半島和艾德華國王小海灣
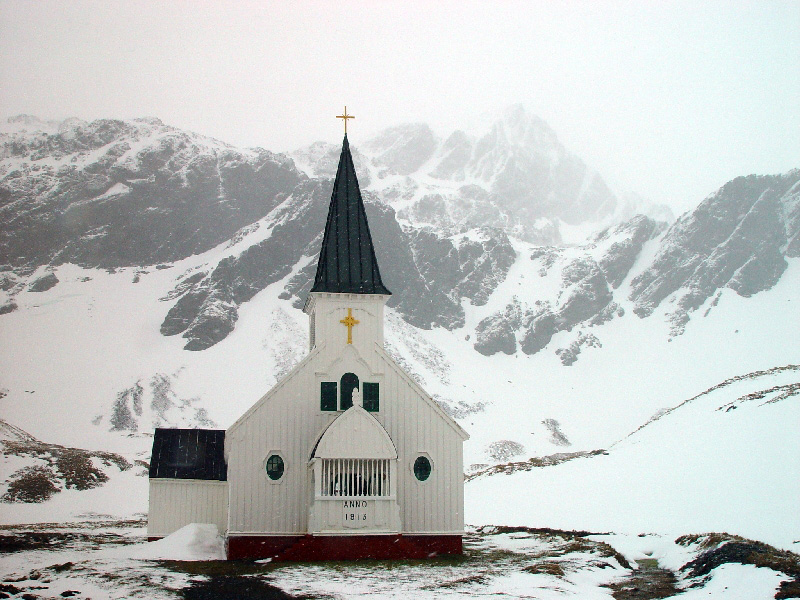
當地的教堂
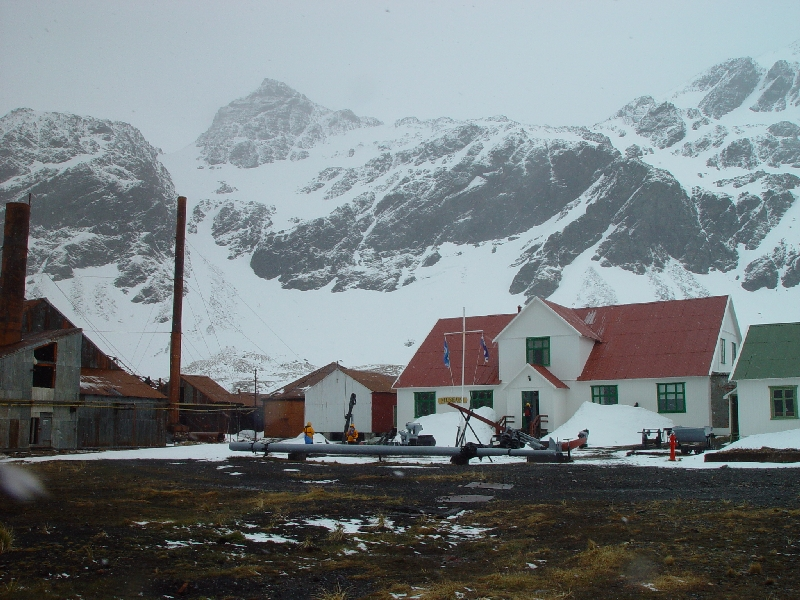
當地的博物館